# دمیتری موناکوف
دمیتری موناکوف (انگلیسی: Dmitry Monakov; ۱۷ فوریهٔ ۱۹۶۳ – ۲۱ نوامبر ۲۰۰۷) تیرانداز اوکراینی‌تبار اهل شوروی بود.